# Phelister desbordesi
Phelister desbordesi är en skalbaggsart som beskrevs av Heinrich Bickhardt 1917. Phelister desbordesi ingår i släktet Phelister och familjen stumpbaggar. Inga underarter finns listade i Catalogue of Life.